# Myrmarachne melanocephala
Myrmarachne melanocephala là một loài nhện trong họ Salticidae.
Loài này thuộc chi Myrmarachne. Myrmarachne melanocephala được Alexander Macleay miêu tả năm 1839.